# Aleko Konstantinovo
Aleko Konstantinovo (bulgariska: Алеко Константиново) är ett distrikt i Bulgarien.   Det ligger i kommunen Obsjtina Pazardzjik och regionen Pazardzjik, i den centrala delen av landet, 100 kilometer sydost om huvudstaden Sofia.
Trakten runt Aleko Konstantinovo består till största delen av jordbruksmark. Runt Aleko Konstantinovo är det ganska tätbefolkat, med 192 invånare per kvadratkilometer.